# Momiji (Ninja Gaiden)
Momiji (紅葉, littéralement Érable palmé) est un personnage de la série Ninja Gaiden de Team Ninja et Koei. Elle est présentée la première fois dans le jeu Ninja Gaiden: Dragon Sword en tant que personnage de soutien, ensuite dans Ninja Gaiden Sigma 2 et Ninja Gaiden 3: Razor's Edge en tant que personnage jouable. Elle apparait également dans Dead or Alive 5 et un épisode dérivé de la série, Dead or Alive Xtreme 3. Momiji est aussi présente dans les jeux de hack 'n' slash Dynasty Warriors: Strikeforce et Warriors Orochi 3 Ultimate. Momiji revient dans la série Dead or Alive avec le sixième opus où elle est présentée sous forme de DLC.
Momiji est un personnage à l'origine conçu par Mariko Hirokane, elle est dotée d'une longue chevelure brune, reconnaissable par sa queue-de-cheval. Elle est doublée dans la version japonaise par Yūko Minaguchi et par Kate Higgins pour la version anglaise.

## Apparitions
Dans le reboot, Momiji apparaît dans Ninja Gaiden: Dragon Sword, où elle est chargée, après la mort de sa sœur Kureha, de garder l’œil du dragon, un puissant artefact du clan Hayabusa. Après l'attaque de Doku, Ryu Hayabusa décide de la former pour la préparer à de futures attaques.
Dans Ninja Gaiden: Dragon Sword, Momiji est jouable uniquement dans le premier chapitre pour présenter le gameplay au joueur. Elle est ensuite kidnappée par la sorcière Obaba, chef du clan Black Spider, qui l'interroge sur les artefacts gardés par le clan Hayabusa, en particulier le « Dragon's Eye ». Ryu Hayabusa est alors chargé de retrouver et sauver Momiji. À la fin du jeu, Momiji décide de partir seule et de commencer un voyage pour se retrouver et devenir plus forte.
Dans le manga Ninja Gaiden Sigma 2 - La Guerre des Vampires, servant de préquelle à Ninja Gaiden 2, Momiji apparaît brièvement en train de discuter avec Ryu au village Hayabusa. Elle lui informe la présence du Black Spider Clan à Sky City Tokyo. Momiji est ensuite chargée par Ryu de veiller sur le village. Dans Ninja Gaiden II de Tomonobu Itagaki, Momiji n'apparaît pas mais revient dans le remake de Yōsuke Hayashi, Ninja Gaiden Sigma 2. Le personnage est inclus et est incorporé dans l'histoire via de nouvelles missions, dans lesquelles Momiji doit sauver le jeune Sanji. Dans Ninja Gaiden 3, Momiji fait un caméo où elle se bat aux côtés de Ryu contre le clan Black Spider. Elle devient jouable dans la version Ninja Gaiden 3: Razor's Edge.

## Liste des apparitions
- 2008 - Ninja Gaiden: Dragon Sword
- 2009 - Ninja Gaiden Sigma 2
- 2009 - Dynasty Warriors: Strikeforce
- 2012 - Ninja Gaiden 3: Razor's Edge
- 2013 - Dead or Alive 5 Ultimate
- 2014 - Yaiba: Ninja Gaiden Z
- 2014 - Warriors Orochi 3 Ultimate
- 2016 - Dead or Alive Xtreme 3
- 2019 - Dead or Alive 6 (DLC)